# Wahrmann Mór

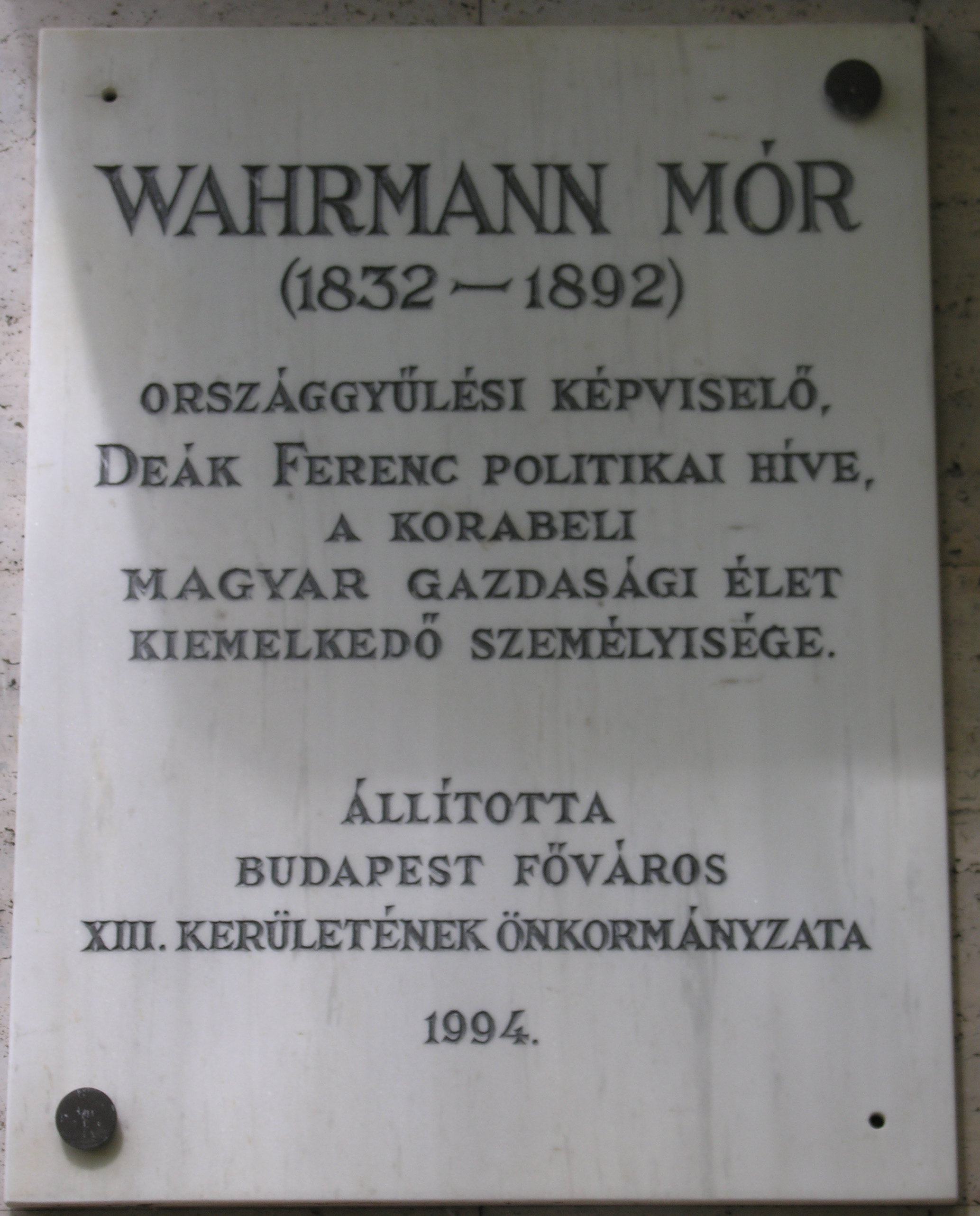
Wahrmann Mór emléktáblája
Budapest, XIII. kerület
Pozsonyi út 53.

Wahrmann Mór (Móric) (Pest, 1832. február 29. – Budapest, 1892. november 26.)  nagykereskedő, pénzügyi vállalkozó, befektető, felekezeti vezető, politikus, országgyűlési képviselő, városegyesítő.

## Életpályája
Israel Wahrmann-nak (1755–1826), az önállósult Pesti Izraelita Hitközség első főrabbijának (1796–1826), az első pesti nyilvános zsidó iskola megalapítójának unokája. Anyja a tekintélyes galíciai rabbicsaládokkal rokonságban álló Weisz Regina (1813–1857), apja Wahrmann Mayer Wolf (Pest, 1795 – Pest, 1859) textilkereskedő (Wahrmann M. W. cég alatt), aki az apósa (a gorlicei gyáros, Reb Icig Weisz) által berendezett üzlet vezetőjeként szerepelt. Magántanulóként a pesti Judenplatzon (ma Deák Ferenc tér) működött evangélikus gimnáziumban befejezett középfokú tanulmányai után a pesti egyetem bölcsészkarát látogatta. 1847-től apja királyi szabadalmazott nagykereskedésében tevékenykedett, 1852-től cégvezető, 1858-tól társtulajdonos („Wahrmann és Fia”). Apja halála után előbb Sándor nevű testvérével együtt tulajdonosa e cégnek csakúgy, mint a később Bécsben alapított Wahrmann és Társa árubizományos üzletnek. Wahrmann Mór létrehozott egy saját pénzváltó üzletet is.
1861. március 19-én feleségül vette a pesti nagykereskedői családból származó Gold Lujzát (1841–1865. április 28.), amivel 40 000 forint hozomány kezelésére lett jogososult. 1863-ban, majd 1868–69-ben befektetőként részt vett több iparvállalat (Pannónia Gőzmalom, illetve példaként: „Flóra” sztearingyertya- és szappangyár, Első Magyar Gépgyár, Salgótarjáni Vasfinomító (a Rimamurány-Salgótarjáni Vasmű egyik elődvállalata), Ganz és Társa (e cégben Mechwart András igazgató pénzügyi tanácsadója, később az igazgatóság elnöke) és bank (például: Angol-Magyar Bank) alapításában. 1871-től egyedül jegyezte a Wahrmann és Fia céget. Az akkor már tízéves pénzváltó céget az 1872. év végén átadta cégvezetőjének, Totis Adolfnak. Ekkor a Wahrmann és Fia cégvezetői (Totison kívül Kollinszky Zsigmond és Holländer Sámuel [Wahrmann Mór egyik nagynénjének unokája]) távoztak a cégből, ahová azonban Holländer 1873 tavaszán, még az 1873. évi tőzsdeválság kirobbanása előtt, visszatért. Nagy, körülbelül nyolcezer holdnyi földbirtokokat szerzett Szabolcs vármegyében (az elsőt, a kisvárdai uradalmat a herceg Esterházy Alajos zárgondnokságból 1869-ben vásárolta ki). Vagyonát az Osztrák–Magyar Bank 1879-ben másfél, 1890-ben négy millió osztrák forintra tartotta. Alapítója a Kereskedelmi Akadémiának, 1869-től tagja, 1888-tól elnökhelyettese az akadémia vezérlő testületének. Tagja, 1865-től igazgatója, 1877-től elnöke volt a pesti Lloyd Társulatnak, illetve 1891-től elnöke a Budapesti Kereskedelmi és Iparkamarának.
1868-ban Wahrmann Mórt az Országos Izraelita Kongresszus alelnökké választotta, s ő vezette a Kongresszus küldöttségét az uralkodóhoz. 1883-tól, már a tiszaeszlári per után, a pesti kongresszusi (neológ) hitközség elnöke lett, s e minőségében a zsidókórház egyik adományozója.
1869-ben Csengery Antal maga helyett őt ajánlotta képviselőnek, aki – párthívei szerint – „a kereskedelmi érdekképviselet és a zsidó emancipáció” megtestesülése volt.
Az nem igaz hazafi, ki felekezetéhez nem ragaszkodik, az nem jó polgár, ki felekezetét elhanyagolja. Lángoló honszeretetünk kell, hogy karöltve járjon a felekezetünk iránti törhetetlen hűséggel, odaadással.
Ő lett a magyar Országgyűlés első zsidó vallású tagja. Megválasztása után még hét cikluson keresztül a pest-lipótvárosi kerületben (szinte mindig közfelkiáltással) megválasztott (az 1878–1881 közötti időszak kivételével) Deák- majd szabadelvű párti képviselőházi tag. Pártja pénzügyi szakértője, a párt képviseletében a közös ügyek magyar delegációjának tagja. A Ház pénzügyi bizottságának előadója, illetve elnöke, kereskedelmi illetve földművelésügyi költségvetési előadó. Lónyay Menyhért híve, 1875-ben pénzügyminiszter-jelölt. 1872-ben Buda, Pest és Óbuda egyesítésének egyik képviselőházi indítványozója. Képviselőként nevezetes szalont tartott svábhegyi villájában, többek között 1876-ban vendégül látta a Nemzetközi Statisztikai Kongresszus budapesti összejövetelének tagjait. A korabeli közvélemény számára szimbolikus jelentőségű volt az 1882. év nyarán az antiszemita párti Istóczy Győzővel vívott párbaja, amely végül vérontás nélkül ért véget, mivel ellenfele egy átmulatott éjszaka után jelent meg, ő pedig igen rövidlátó volt, így egyikük lövése sem talált.
Pártoló tagja volt az Írók és Művészek Társaságának, alapító tagja a Magyar Történelmi Társulatnak, 1878-tól az Országos Magyar Képzőművészeti Társulatnak és az Iparművészeti Társulatnak, szerepet vállalt a főváros Képzőművészeti Bizottságában. 1879-ben létre hozott egy sorsoláson alapuló, műalkotásokat vásárló egyesületet. Kezdeményezője volt a „Jó Szív sorsjátéknak”. Elnöke volt a Lipótvárosi Jótékonykodási egyletnek, támogatója a Vöröskeresztnek.

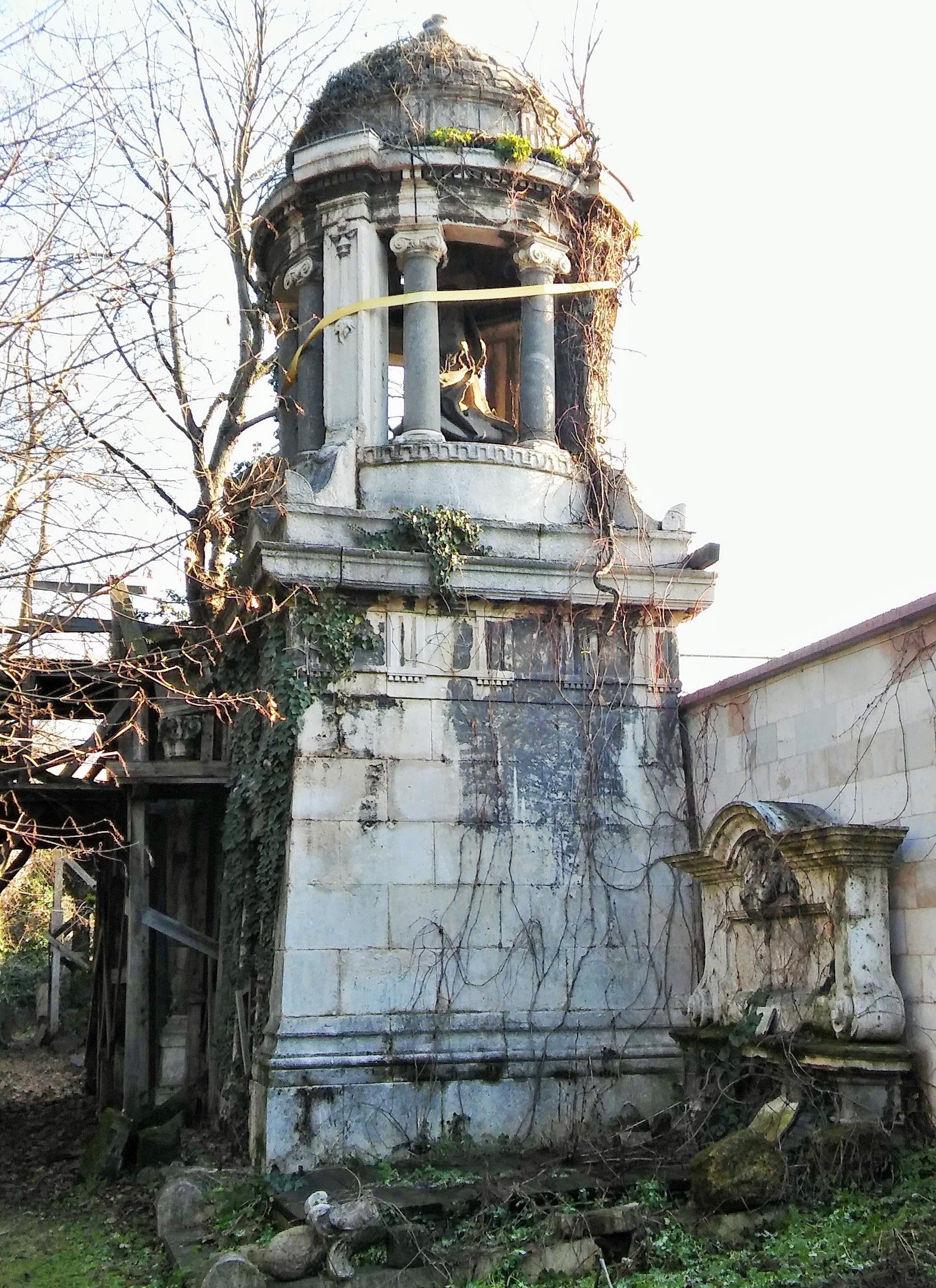
Nyughelye

Az Oszmán Birodalom Medzsidje rendjének kitüntetettje.
1892. november 26-án Budapesten hunyt el. Quittner Zsigmond által tervezett mauzóleuma a Salgótarjáni Utcai Zsidó Temetőben található.
Gyermekei: Regina (Renée) (1862– ?), Ernő (Pest, 1863 – Párizs, 1906), Richárd (Pest, 1865– ?).
Az úgynevezett Wahrmann-palota a Sugár út (ma: Andrássy út) 23. számú ház. Tervezte Freund József és Kauser János a Gottfried Semper-féle drezdai Oppenheim-palota mintájára, fölépült 1882–1885 között. 
Végrendeletében 50 000 forintnyi összeget hagyományozott jótékony és közcélokra. Az összegnek a célok érdekében való fölosztására kijelölt végrehajtó bizottság kétezer forintot hagyott jóvá egy, az Országos Magyar Képzőművészeti Társulatot támogató alapítvány, tízezer forintot mint alapítványi tőkét a Kereskedelmi Akadémia illetve a Magyar Tudományos Akadémia javára. Az utóbbi, nevét viselő alapítvány kamataiból háromévente felváltva kellett jutalmazni ezer forinttal azt, aki az ipar, illetve a kereskedelem terén „akár a tudomány előbbrevitele, akár a gyakorlati találmányok, szerkezetek vagy szervezetek és intézmények fejlesztése és fölvirágoztatása szempontjából az adott évkörben a legnagyobb érdemeket szerezte.” A díjat 1897-1933 között adták ki, kivéve az 1915-tel és 1930-cal zárult ciklust.

## Emlékezete
- A díj felújítása céljából az MTA 2003-tól évente kiadandó Wahrmann Mór-érmet és oklevelet alapított.
- Közterületet neveztek el róla Budapest XIII. kerületében. (1944-ig Wahrmann Mór utca volt a mai Victor Hugo utca, helyette ma egy kis köz viseli a nevét.)